# Waypoint

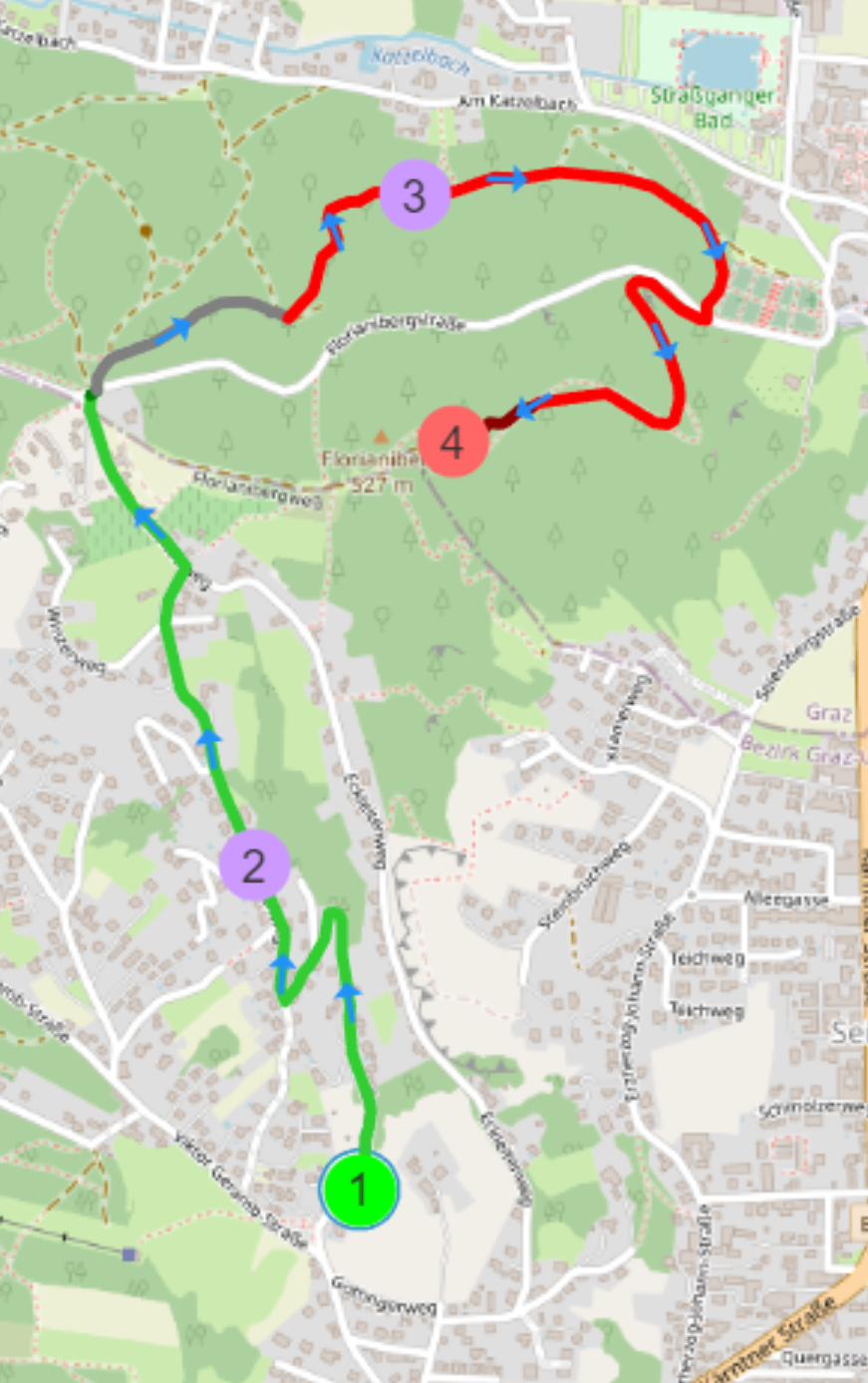
Una ruta con varios waypoints marcados.

Los waypoints son coordenadas para ubicar puntos de referencia tridimensionales utilizados en la navegación basada en GPS (Global Positioning System: sistema de posicionamiento global). La palabra viene compuesta del inglés way (camino) y point (punto). Los waypoints se emplean para trazar rutas mediante agregación secuencial de puntos.

## Aplicaciones
En los receptores GPS se pueden almacenar las coordenadas geográficas (latitud y longitud) de un punto específico, ya sea de destino o intermedio en la ruta, para posterior referencia. Con este tipo de aplicación es posible seguir una serie de waypoints mediante una unidad GPS en tierra y a través de un conjunto de mapas, ubicar con precisión la disponibilidad de muchos puntos de interés que inclusive estarían categorizados mediante una aplicación específica para poder realizar filtros sobre el mapa basados en dichas categorías, de forma que tendríamos una lista como la siguiente:
1. Aeropuertos (01020345)
  1. John F. Kennedy
  2. La Guardia
  3. Barajas
  4. Aeropuerto Internacional de las Américas
2. Restaurantes (02030405)
  1. Burger King
  2. Mc Donalds
  3. Big House
  4. Wendy’s
  5. Taco Bell

De esta manera, el usuario mediante la aplicación podría filtrar en cualquier momento el listado basado en aeropuertos, y solo estos serían mostrados e identificados sobre el mapa.
Visto de otra manera, los waypoints son puntos que el usuario de un GPS marca en cualquier momento para referencia futura. Así puede crear sus propios sitios de interés, lugares visitados o simplemente para recordar que estuvo en ese lugar. Uno de los usos prácticos de estos puntos es que posteriormente se pueden revisar, descargar a una computadora para utilizarse en mapas o simplemente para poder llegar nuevamente al lugar marcado. Esto es muy práctico cuando se visita lugares con pocos o con ningún punto de referencia, tales como puntos de pesca en un lago, ubicación de cuevas en montañas, etc.

## Estructura de datos de un waypoint

### Información básica
El waypoint guarda en una tupla las coordenadas de latitud y longitud, y además (aunque con poca precisión) registra la altura respecto a un geoide de referencia.

### Información detallada
Habitualmente a cada uno de los waypoints se le asocia un conjunto de símbolos que por lo general incluyen información como:
1. nombre del waypoint
2. dirección escrita del lugar y posibles teléfonos
3. punto distintivo sobre el mapa
4. ícono que identifica al aeropuerto de nuestro ejemplo, entre otros
5. secuencia de la ruta: primer waypoint, segundo waypoint, etc.

De igual manera, es posible sincronizar nuestros mapas que funcionen en conjunto con nuestros receptores GPS para ubicar waypoints en particular a lo largo de nuestra ruta y registrarlo como waypoint nuevo de nuestra nueva constelación de puntos en el camino.

## Otros usos
Los waypoints se usan también a menudo para indicar un cambio de dirección o de rumbo, por ejemplo en el mar, o en rutas todoterreno. Indican un punto donde el camino a seguir no es del todo intuitivo.